# VOCALIST 2
『VOCALIST 2』（ヴォーカリスト・ツー）は、徳永英明の2枚目のカバー・アルバム。2006年8月30日発売。発売元はユニバーサルシグマ。

## 解説
『VOCALIST』シリーズの第2弾。前作に続き全曲女性歌手・ガールズバンドのカバー曲が収録されている。

## パッケージ仕様
通常盤CDとミュージック・ビデオ3曲入りのDVD付初回限定盤の2形態で発売。

## 収録曲
| 全編曲: 坂本昌之。 |                                              |            |                |
| #                  | タイトル                                     | 作詞       | 作曲           |
| 1.                 | 「雪の華」(中島美嘉のカヴァー)               | Satomi     | 松本良喜       |
| 2.                 | 「いい日旅立ち」(山口百恵のカヴァー)         | 谷村新司   | 谷村新司       |
| 3.                 | 「あの日にかえりたい」(荒井由実のカヴァー)   | 荒井由実   | 荒井由実       |
| 4.                 | 「未来予想図II」(DREAMS COME TRUEのカヴァー) | 吉田美和   | 吉田美和       |
| 5.                 | 「かもめはかもめ」(研ナオコのカヴァー)       | 中島みゆき | 中島みゆき     |
| 6.                 | 「セカンド・ラブ」(中森明菜のカヴァー)       | 来生えつこ | 来生たかお     |
| 7.                 | 「シングル・アゲイン」(竹内まりやのカヴァー) | 竹内まりや | 竹内まりや     |
| 8.                 | 「あなた」(小坂明子のカヴァー)               | 小坂明子   | 小坂明子       |
| 9.                 | 「恋人よ」(五輪真弓のカヴァー)               | 五輪真弓   | 五輪真弓       |
| 10.                | 「なごり雪」(かぐや姫のカヴァー)             | 伊勢正三   | 伊勢正三       |
| 11.                | 「M」(プリンセス・プリンセスのカヴァー)      | 富田京子   | 奥居香         |
| 12.                | 「瞳はダイアモンド」(松田聖子のカヴァー)     | 松本隆     | 呉田軽穂       |
| 13.                | 「for you…」(髙橋真梨子のカヴァー)           | 大津あきら | 鈴木キサブロー |

| #  | タイトル               | 作詞     | 作曲     |
| -- | ---------------------- | -------- | -------- |
| 1. | 「雪の華」             | Satomi   | 松本良喜 |
| 2. | 「あの日にかえりたい」 | 荒井由実 | 荒井由実 |
| 3. | 「瞳はダイアモンド」   | 松本隆   | 呉田軽穂 |